# 杉浦裕之
杉浦 裕之（すぎうら ひろゆき、1954年2月18日 - ）は、日本の政治家。元東京都瑞穂町長（2期）。

## 来歴
1978年（昭和53年）3月、中央大学文学部独逸文学科卒業。同年4月、瑞穂町役場に入庁。2008年（平成20年）4月、企画総務部長に就任。  
2009年（平成21年）10月1日、瑞穂町副町長に就任。
2017年（平成29年）2月20日、副町長を退任。同年4月23日に行われた瑞穂町長選挙に、現職4期目の石塚幸右衛門の後継指名を受けて立候補。過去3回の町長選で石塚と戦った元町議の榎本義輝、元衆議院議員秘書の柚木克也ら2候補を斥け初当選した。次点の榎本とわずか5票差の勝利であった。5月16日、町長就任。選挙の結果は以下のとおり。
※当日有権者数：27,627人 最終投票率：43.35%（前回比：+2.62pts）
| 候補者名 | 年齢 | 所属党派 | 新旧別 | 得票数  | 得票率 | 推薦・支持 |
| -------- | ---- | -------- | ------ | ------- | ------ | ---------- |
| 杉浦裕之 | 63   | 無所属   | 新     | 5,114票 | 43.35% |            |
| 榎本義輝 | 53   | 無所属   | 新     | 5,109票 | 43.30% |            |
| 柚木克也 | 54   | 無所属   | 新     | 1,575票 | 13.35% |            |

2021年4月25日投開票の町長選で前回出馬した柚木ら2人を破り再選。
※当日有権者数：26,966人 最終投票率：43.11%（前回比：-0.24pts）
| 候補者名 | 年齢 | 所属党派 | 新旧別 | 得票数  | 得票率 | 推薦・支持                       |
| -------- | ---- | -------- | ------ | ------- | ------ | -------------------------------- |
| 杉浦裕之 | 67   | 無所属   | 現     | 6,080票 | 52.91% | （推薦）自民党、公明党、連合東京 |
| 柚木克也 | 58   | 無所属   | 新     | 5,312票 | 46.22% |                                  |
| 角田統領 | 72   | 大統領会 | 新     | 100票   | 0.87%  |                                  |